# NGC 6942
NGC 6942 (другие обозначения — PGC 65172, ESO 186-73, AM 2036-542) — галактика в созвездии Индеец.
Этот объект входит в число перечисленных в оригинальной редакции «Нового общего каталога».